# François Hincker
François Hincker (París, 6 de marzo de 1937-París, 5 de febrero de 1998), fue un historiador modernista, especialista en la Revolución francesa y un político francés. 

## Biografía
Después de sus estudios parisienses donde frecuenta el liceo Janson-de-Sailly, después Sorbona, obtiene el diploma de estudios superiores de Historia en 1959, después la agregación en 1961.
Enseña primeramente en el Norte, sobre todo a Valencianas, donde tiene para colega Antoine Casanova, después a marchar de 1963 al liceo Voltaire, a París.
Inicia en 1967 su trabajo de tesis, bajo la dirección de Ernest Labrousse, consagrada a los premios y salarios en París bajo el Antiguo Régimen. Presenciando Sorbona en 1967, resulta maitre-que asiste en 1975, y maestro de conferencias a la Universidad París I.
Con su esposa, Monique, publica el aparato de notas de una edición de la Esquisse de un cuadro histórico de los progresos del espíritu humano de Condorcet.
Monique y François Hincker son los parientes de cuatro niños : Catherine, Louis, Mathilde y Vincent.
Muere el 5 de février de 1998 de  de , y está enterrado al cementerio de Cassanus, común de Causse-y-Diège (Aveyron).

## Intelectual comunista
En paralelo de su carrera universitaria, François Hincker se compromete en la acción militante. Militando del UNEF, adhiere al Partido comunista francés en 1955 y entre al despacho nacional del UEC en 1959.
Militante Comunista parisiense durante los años 1960 y 1970, concentra su trabajo militante en la propiedad teórica e intelectual, que es un de los animadores de la revista La Noticia Crítica. Obtiene su primera responsabilidad de entidad en 1974, cuando Roland Leroy, cuyo es un de los cercanos, lo designa como secretario de la comisión de los "intelectuales". En 1976, entre al comité central del PCF.

Durante el congreso siguiente, no obstante, no es propuesto por la dirección para la renovación de su mandato, que paga sin duda la actitud muy desfavorable a la ruptura de la unión de la izquierda de la redacción de La Nouvelle Critique.
Pierde también sus responsabilidades al sector "intelectual" del PCF, que está reorganizado, antes de que la dirección del partido no decide de arrestar la publicación de La Noticia Crítica. Es sin embargo a cargo de la redacción en jefa de la nueva revista del partido, Revolución, pero acaba por dimitir en junio de 1980, en desacuerdo con la línea política impuesta por la dirección del partido.
Coge entonces el grupo de militantes cercanos de Henri Fiszbin y resulta redactor en jefe de Encuentros comunistas hebdo. Como el conjunto del equipo de los Encuentros comunistas, está excluido del partido en octubre de 1981. Como los demás militantes de este grupo, se acerca del Partido Socialista al finalizar los años 1980, pero se aleja rápidamente de la vida política para volcarse en una actividad de reflexión y de estudios.

## Bibliografía

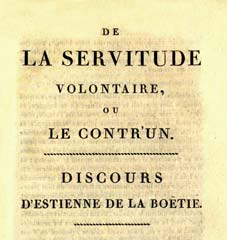